# Пушкарь, Мартын Иванович
Марты́н Ива́нович Пушка́рь (укр. Мартин Іванович Пушкар, убит 11 июня 1658 года) — полтавский полковник (1648—1658).

## Биография
До 1648 года пребывал на Запорожье. Во время восстания Хмельницкого принимал участие в ряде битв, будучи близким соратником гетмана Богдана Хмельницкого.
В марте 1651 года во главе казацких полков пришёл на помощь Ивану Богуну, оборонявшему Винницу.
Участник битвы на Дрожи-поле 1655 года. Являлся убеждённым сторонником ориентации на Русское царство.
Вместе с атаманом Запорожской Сечи Яковом Барабашем организовал в 1657 году восстание против гетмана Ивана Выговского и его польских союзников, охватившее всё южное левобережье Украины. После нескольких побед над Выговским был убит в битве близ Полтавы. Восстание оказалось на время подавлено, но после Конотопской битвы вспыхнуло с новой силой.
В честь одной из своих побед над поляками основал в Полтаве Крестовоздвиженский монастырь в стиле украинского барокко.

## Память
Является главным героем драмы Любомира Дмитерко «Навеки вместе» и снятого по ней советского фильма 1956 года «Пламя гнева».